# Convoi JW 60
Le convoi JW 60 est le nom de code d'un convoi allié durant la Seconde Guerre mondiale. Les Alliés cherchaient à ravitailler l'URSS qui combattait leur ennemi commun, le Troisième Reich. Les convois de l'Arctique, organisés de 1941 à 1945, avaient pour destination le port d'Arkhangelsk, l'été, et Mourmansk, l'hiver, via l'Islande et l'océan Arctique, effectuant un voyage périlleux dans des eaux parmi les plus hostiles du monde.
Il part le 15 septembre 1944 de Liverpool à destination de Mourmansk.

## Composition du convoi
Le convoi comporte 28 navires marchands, 2 pétroliers d'escorte et un navire de secours.
| Navire              | Tonnage (NRT) | Pavillon    | Notes                        |
| ------------------- | ------------- | ----------- | ---------------------------- |
| ADOLPH S. OCHS      | 7219          | Royaume-Uni | Liberty ship                 |
| ARUNAH S. ABELL     | 7176          | États-Unis  | Liberty ship                 |
| BRITISH PATIENCE    | 8097          | Royaume-Uni |                              |
| CARDINAL GIBBONS    | 7191          | États-Unis  | Liberty ship                 |
| DANIEL WILLARD      | 7200          | États-Unis  | Liberty ship                 |
| DAVID STONE         | 7177          | États-Unis  | Liberty ship                 |
| DEXTER W. FELLOWS   | 7210          | États-Unis  | Liberty ship                 |
| EDWARD A. SAVOY     | 7210          | États-Unis  | Liberty ship                 |
| EDWARD E. SPAFFORD  | 7176          | États-Unis  | Liberty ship                 |
| EMPIRE CELIA        | 7025          | Royaume-Uni | Navire du Convoy Commodore.  |
| FRANCIS SCOTT KEY   | 7176          | États-Unis  | Liberty ship                 |
| FREDERIC A. KUMMER  | 7210          | États-Unis  | Liberty ship                 |
| FREDERICK W. TAYLOR | 7176          | États-Unis  | Liberty ship                 |
| GEORGE T. ANGELL    | 7176          | États-Unis  | Liberty ship                 |
| HAWKINS FUDSKE      | 7176          | États-Unis  | Liberty ship                 |
| HENRY LOMB          | 7176          | États-Unis  | Liberty ship                 |
| JOHN J. ABEL        | 7191          | États-Unis  | Liberty ship                 |
| JOHN VINING         | 7191          | États-Unis  | Liberty ship                 |
| JOHN WOOLMAN        | 7191          | États-Unis  | Liberty ship                 |
| JOSHUA THOMAS       | 7176          | États-Unis  | Liberty ship (type EC2-S-C1) |
| JOSHUA W. ALEXANDER | 7176          | États-Unis  | Liberty ship (type EC2-S-C1) |
| JULIUS OLSEN        | 7247          | États-Unis  | Liberty ship (type EC2-S-C1) |
| LEWIS EMERY JR      | 7176          | États-Unis  | -                            |
| LUCERNA             | 6556          | Royaume-Uni | Pétrolier                    |
| NATHANIEL ALEXANDER | 7177          | États-Unis  | Liberty ship (type EC2-S-C1) |
| NERITINA            | 8228          | Royaume-Uni | Tanker                       |
| NOREG               | 7605          | Norvège     | Pétrolier                    |
| RAYMOND B. STEVENS  | 7176          | États-Unis  | Liberty ship (type EC2-S-C1) |
| RICHARD M JOHNSON   | 7176          | États-Unis  | Liberty ship (type EC2-S-C1) |
| SAMARITAN           | 7219          | Royaume-Uni |                              |
| THOMAS U. WALTER    | 7176          | États-Unis  | Liberty ship (type EC2-S-C1) |
| ZAMALEK             | 1567          | Royaume-Uni | Navire de secours            |

## Escorte
L'escorte varie au cours de la traversée. Une escorte principale reste tout au long du voyage.
Ce convoi est escorté par le cuirassé HMS Rodney ainsi que 4 destroyers. Deux porte-avions d'escorte (HMS Campania et HMS Striker (en)) et un croiseur léger (HMS Diadem) sont également présents.
| Nom                          | Nationalité              | Type                   | Notes                   |
| ---------------------------- | ------------------------ | ---------------------- | ----------------------- |
| HMCS Algonquin (R17)         | Marine royale canadienne | Destroyer              | Escorte 17 Sep - 23 sep |
| HMS Allington Castle (K 689) | Royal Navy               | Corvette               | Escorte 15 Sep - 23 sep |
| HMS Bamborough Castle (K412) | Royal Navy               | Corvette               | Escorte 15 Sep - 23 sep |
| HMS Bulldog (H91)            | Royal Navy               | Destroyer              | Escorte 15 Sep - 23 sep |
| HMS Campania (D48)           | Royal Navy               | Porte-avions d'escorte | Escorte 17 Sep - 23 sep |
| HMS Cygnet (U38)             | Royal Navy               | Sloop                  | Escorte 15 Sep - 23 sep |
| HMS Diadem (84)              | Royal Navy               | Croiseur léger         | Escorte 17 Sep - 23 sep |
| HMS Keppel (D84)             | Royal Navy               | Destroyer              | Escorte 15 Sep - 23 sep |
| Lucerna                      | Royal Navy               | Pétrolier ravitailleur | Escorte                 |
| HMS Marne (G35)              | Royal Navy               | Destroyer              | Escorte 17 Sep - 23 sep |
| HMS Meteor (G73)             | Royal Navy               | Destroyer              | Escorte 17 Sep - 23 sep |
| HMS Milne (G14)              | Royal Navy               | Destroyer              | Escorte 17 Sep - 23 sep |
| HMS Musketeer (G86)          | Royal Navy               | Destroyer              | Escorte 17 Sep - 23 sep |
| HMS Rodney (29)              | Royal Navy               | Cuirassé               | Escorte 17 Sep - 23 sep |
| HMS Saumarez (G12)           | Royal Navy               | Destroyer              | Escorte 17 Sep - 23 sep |
| HMS Scorpion (G 72)          | Royal Navy               | Destroyer              | Escorte 17 Sep - 23 sep |
| HMCS Sioux (R64)             | Marine royale canadienne | Destroyer              | Escorte 17 Sep - 23 sep |
| HMS Striker (D 12)           | Royal Navy               | Porte-avions d'escorte | Escorte 17 Sep - 23 sep |
| HMS Venus (R50)              | Royal Navy               | Destroyer              | Escorte 17 Sep - 23 sep |
| HMS Verulam (R28)            | Royal Navy               | Destroyer              | Escorte 17 Sep - 23 sep |
| HMS Virago (R 75)            | Royal Navy               | Destroyer              | Escorte 17 Sep - 23 sep |
| HMS Volage (R 41)            | Royal Navy               | Destroyer              | Escorte 17 Sep - 23 sep |
| HMS Whitehall (D 94)         | Royal Navy               | Destroyer              | Escorte 15 Sep - 23 sep |

## Voyage
La Royal Navy redoute une sortie du Tirpitz même si celui-ci n'est plus opérationnel.
Le convoi arrive sans encombre le 23 septembre 1944. 

Le convoi de retour est nommé RA 60.